# 경계의 저편
경계의 저편은 2013년 교토 애니메이션에서 동명의 원작 소설을 바탕으로 제작한 애니메이션이다. 원작 소설가는 토리이 나고무.